# Синаповска река
Синаповска река (старо име Явуздере) е река в Южна България, област Хасково, община Тополовград десен приток на Тунджа. Дължината ѝ е 50 km, която ѝ отрежда 87-о място сред реките на България.
Синаповска река извира под името Голямата река на 574 m н.в. в Сакар планина, на 3 km северно от връх Вишеград (856 m), най-високата точка на планината. До село Доброселец протича в тясна долина, в началото на северозапад, а след това на североизток. След устието на левия си приток Смесената река се нарича Синаповска река. След селото реката рязко сменя посоката си на изток и югоизток и протича между севените разклонения на Сакар планина на юг и Манастирските възвишения на север. В този участък долината ѝ значително се разширява и е с асиметричен профил – с по-стръмни десни (южни) склонове. След село Синапово навлиза в югозападната част на Елховското поле и си влива отдясно в река Тунджа на 96 m н.в., на 1 км североизточно от село Княжево.
Площта на водосборния басейн на реката е 871 km2, което представлява 10,33% от водосборния басейн на Тунджа. Основни притоци: → ляв приток, ← десен приток
- → Смесената река
- → Размендол
- → Джумадере
- → Гераджи
- ← Илиман
- → Калница (най-голям приток)

Реката е с основно дъждовно подхранване с максимум през есенно-зимния сезон. Среден годишен отток при село „Синапово" 1,3 m3/s.
По течението на реката в община Тополовград са разположени 3 села: Доброселец, Чукарово и Синапово.
В долното течение водите на реката се използват за напояване.

## Топографска карта
- Лист от карта K-35-65. Мащаб: 1 : 100 000.
- Лист от карта K-35-66. Мащаб: 1 : 100 000.